# Kup europskih prvaka 1967./68. (košarka)
Ovo je jedanaesto izdanje Kupa europskih prvaka u košarci. Real Madrid je obranio naslov. Sudjelovalo je 25 momčadi. Završnica je odigrana u Lyonu 11. travnja 1968. Jugoslavija je imala jednog predstavnika: KK Zadar.

## Turnir

### Poluzavršnica
- Real Madrid -  Zadar 76:62, 68:65
- Simmenthal Milano -  Spartak Brno 64:63, 86:103

### Završnica
- Real Madrid -  Spartak Brno 98:95

- europski prvak:  Real Madrid (četvrti naslov)
  - sastav ([1]): Ramón Guardiola, José Ramón Ramos, Cristóbal Rodríguez, Lolo Sainz, Vicente Paniagua, Toncho Nava, Emiliano Rodríguez, Carlos Sevillano, Miles Aiken, Clifford Luyk, Wayne Brabender, trener Pedro Ferrándiz